# Los detectives salvajes
Los detectives salvajes és la cinquena novel·la de l'escriptor xilè Roberto Bolaño, publicada en 1998. Consta de tres parts: la primera i la tercera són el diari del personatge Juan García Madero, un jove de 17 anys estudiant de dret. D'elles, la primera transcorre a Mèxic, D.F. en la fi de l'any 1975 i la tercera al desert de Sonora en el principi de l'any 1976. La segona part consisteix en fragments corresponents a testimoniatges de 52 diferents personatges, on es recullen les vivències entre els anys 1976 i 1996 dels poetes Arturo Belano i Ulisses Llima en diferents llocs del món. El relat és un homenatge a l'infrarrealisme, moviment poètic, que en la novel·la és denominat realisme visceral, i als seus integrants. Així, Arturo Belano és en realitat el mateix Roberto Bolaño, i Ulisses Lima és el poeta mexicà Mario Santiago Papasquiaro.
L'obra ha estat traduïda a diversos idiomes, i va guanyar l'any 1998 el premi Herralde i en 1999 el premi Rómulo Gallegos. La novel·la ha rebut gran quantitat d'elogis, tant d'escriptors com de crítics especialitzats.